# Miguel Antonio Correa
Miguel Antonio Correa (Bariloche, 11 de octubre de 1983) es un deportista argentino que compitió en piragüismo en la modalidad de aguas tranquilas.
Ganó cuatro medallas en los Juegos Panamericanos en los años 2003 y 2011. En 2020 obtuvo el Premio Konex de Platino en Canotaje y Remo.

## Palmarés internacional
| Juegos Panamericanos | Juegos Panamericanos            | Juegos Panamericanos | Juegos Panamericanos |
| Año                  | Lugar                           | Medalla              | Competición          |
| -------------------- | ------------------------------- | -------------------- | -------------------- |
| 2003                 | Santo Domingo (Rep. Dominicana) | Medalla de plata     | K2 500 m             |
| 2003                 | Santo Domingo (Rep. Dominicana) | Medalla de bronce    | K4 1000 m            |
| 2011                 | Guadalajara (México)            | Medalla de plata     | K1 200 m             |
| 2011                 | Guadalajara (México)            | Medalla de plata     | K2 200 m             |